# バイラミー
バイラミー (Baila me) はドイツで生産された競走馬である。

## 経歴

### 3歳（2008年）
競走馬デビュー戦はフランスへ遠征し、5月にシャンティー競馬場で行われたレースを制して初勝利を挙げた。初勝利後は帰国し、6月に重賞競走初挑戦となったディアナトライアル (G2) を制して重賞競走初勝利を挙げた。続く8月のG1競走初挑戦となるディアナ賞ではローゼンライアに敗れて3着だった。9月には再びフランスに遠征し、ヴェルメイユ賞に出走したがザルカヴァに敗れて9着という結果に終わった。ヴェルメイユ賞後は帰国し、前走から2週間後に行われたオイロパ賞に出走することになった。レースでは2着となったポセイドンアドベンチャーに短アタマ差をつけて1着となり、G1競走初勝利を挙げた。この勝利は鞍上のドミニク・ブフとバルトロメイ厩舎にとっても同競走初勝利となった。そしてレース後は休養に入り5戦3勝で3歳を終えた。

### 4歳（2009年）〜 5歳（2010年）
休養中の2月に同じ厩舎所属のレディマリアンと共にゴドルフィンへトレードされてサイード・ビン・スルール厩舎へ転厩した。2009年は4戦して1勝、2010年は1戦して1勝を挙げ現役を引退、繁殖入りが決まった。

## 血統表
| バイラミーの血統ブランドフォード系 / アウトブリード | バイラミーの血統ブランドフォード系 / アウトブリード | バイラミーの血統ブランドフォード系 / アウトブリード | （血統表の出典）    | （血統表の出典） |
| 父 Samum 1992 栗毛                                  | 父の父Monsun 1990 黒鹿毛                            | Konigsstuhl                                         | Dschingis Khan      | Dschingis Khan   |
| 父 Samum 1992 栗毛                                  | 父の父Monsun 1990 黒鹿毛                            | Konigsstuhl                                         | Konigskronung       |                  |
| 父 Samum 1992 栗毛                                  | 父の父Monsun 1990 黒鹿毛                            | Mosella                                             | Surumu              | Surumu           |
| 父 Samum 1992 栗毛                                  | 父の父Monsun 1990 黒鹿毛                            | Mosella                                             | Monasia             |                  |
| 父 Samum 1992 栗毛                                  | 父の母Sacarina 1992 栗毛                            | *オールドヴィック                                   | Sadler's Wells      | Sadler's Wells   |
| 父 Samum 1992 栗毛                                  | 父の母Sacarina 1992 栗毛                            | *オールドヴィック                                   | Cockade             |                  |
| 父 Samum 1992 栗毛                                  | 父の母Sacarina 1992 栗毛                            | Brave Lass                                          | Ridan               | Ridan            |
| 父 Samum 1992 栗毛                                  | 父の母Sacarina 1992 栗毛                            | Brave Lass                                          | Bravour             |                  |
| 母 Bandeira 1995 鹿毛                               | 母の父Law Society 1982 黒鹿毛                       | Alleged                                             | Hoist the Flag      | Hoist the Flag   |
| 母 Bandeira 1995 鹿毛                               | 母の父Law Society 1982 黒鹿毛                       | Alleged                                             | Princess Pout       |                  |
| 母 Bandeira 1995 鹿毛                               | 母の父Law Society 1982 黒鹿毛                       | Bold Bikini                                         | Boldnesian          | Boldnesian       |
| 母 Bandeira 1995 鹿毛                               | 母の父Law Society 1982 黒鹿毛                       | Bold Bikini                                         | Ran-Tan             |                  |
| 母 Bandeira 1995 鹿毛                               | 母の母Blumme 1987 黒鹿毛                            | Jadar                                               | Jalon               | Jalon            |
| 母 Bandeira 1995 鹿毛                               | 母の母Blumme 1987 黒鹿毛                            | Jadar                                               | Estela              |                  |
| 母 Bandeira 1995 鹿毛                               | 母の母Blumme 1987 黒鹿毛                            | Directa                                             | Diplomatico         | Diplomatico      |
| 母 Bandeira 1995 鹿毛                               | 母の母Blumme 1987 黒鹿毛                            | Directa                                             | Sortilegia F-No.8-k |                  |